# Molècula diatòmica
Una molècula diatòmica (del grec δι, dos i άτομον, àtom) són molècules formades exactament per dos àtoms del mateix o diferent element químic.

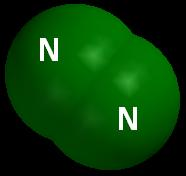
Representació per ordinador d'una molécula diatòmica de nitrogen.

Elements diatòmics són aquells que pràcticament existeixen exclusivament com a molècules diatòmiques, són conegudes com a molècules diatòmiques homonuclears quan en el seu estat natural no estan químicament enllaçats amb un altre element. Entre els exemples més comuns hi trobem l'H₂ i l'O₂.
L'atmosfera terrestre està formada gairebé en un 99% per molècules diatòmiques: oxigen (O₂) (21%) i nitrogen (N₂) (78%). L'1% restant és principalment argó (0,9340%).
L'oxigen també existeix en forma de molècula triatòmica ozó (O₃).
Els elements diatòmics són l'hidrogen, el nitrogen, l'oxigen, i els halogens: fluor, clor, brom, iode, i àstat. L'astatina és tan rara en la naturalesa (el seu isòtop més estable té una vida mitjana de només 8,1 hores) que habitualment no se la té en compte. Molts metalls són també diatòmics quan es troben en estat gasós.
L'enllaç en una molècula diatòmica homonuclear és no polar i totalment covalent. Exemples de molècules diatòmiques heteronuclears inclouen el monòxid de carboni (CO) o l'òxid nítric (NO).
Altres elements existeixen en forma diatòmica però amb una alta inestabilitat i reactivitat. Com per exemple tindríem el difòsfor (P₂).

## Nivells energètics
Un model aproximat d'una molècula diatòmica serien unes peses, és a dir, cada àtom situat en els extrems oposats d'una barra.
El moviment d'aquest conjunt només pot ser de dos tipus:
- Pot girar entorn d'un eix.

- Pot vibrar com si els àtoms oscil·lessin acostant-se i allunyant-se entre ells.

### Moviment rotacional
Clàssicament, l'energia cinètica de rotació és
{\displaystyle E_{rot}={\frac {L^{2}}{2I}}\,}
On
{\displaystyle L\,} és el moment angular
{\displaystyle I\,} és el moment d'inèrcia de la molècula
Ara, per als sistemes quàntics com una molècula, el moment angular només pot tenir certs nivells discrets. Pel que el moment angular ve donat per
{\displaystyle L^{2}=l(l+1)\hbar ^{2}\,}
on {\displaystyle l} és un positiu enter i {\displaystyle \hbar } es la constant de Planck.
De manera que, el moment d'inèrcia d'aquesta molècula és
{\displaystyle I=\mu r_{0}^{2}\,}
on
{\displaystyle \mu \,} és la massa reduïda de la molècula i
{\displaystyle r_{0}\,} és la distància mitjana entre dos àtoms de la molècula.
Així, connectant amb el moment angular i el moment d'inèrcia, els nivells d'energia rotacional de les molècules diatòmiques venen donats per:
| {\displaystyle E_{rot}={\frac {l(l+1)\hbar ^{2}}{2\mu r_{0}^{2}}}\ \ \ \ \ l=0,1,2,...\,} |

### Comparança entre rotació i vibració
El nivell més baix d'energia rotacional és quan {\displaystyle l=0}. El nivell immediatament superior és el del O₂ ({\displaystyle l=1}) i la seva energia aproximada és:
| {\displaystyle E_{rot,1}\,} | {\displaystyle ={\frac {\hbar ^{2}}{2m_{O_{2}}r_{0}^{2}}}\,} |
|                             | {\displaystyle \approx {\frac {\left(1.05\times 10^{-34}\ \mathrm {J\cdot s} \right)^{2}}{2\left(27\times 10^{-27}\ \mathrm {kg} \right)\left(10^{-10}\ \mathrm {m} \right)^{2}}}\,} |
|                             | {\displaystyle \approx 2\times 10^{-23}\ \mathrm {J} \,} |
Així, les transicions entre nivells d'energia rotacional perden fotons en la regió de les microones.
El nivell energètic vibracional més baix és quan {\displaystyle n=0}, i una freqüència típica de vibració són 5x1013 Hz. Així, fent un càlcul semblant al de dalt obtenim: 
{\displaystyle E_{vib,0}\approx 3\times 10^{-21}\ \mathrm {J} \,}.